# 呉服町駅
呉服町駅（ごふくまちえき）は、福岡県福岡市博多区綱場町にある福岡市地下鉄箱崎線の駅。駅番号はH02。
駅のシンボルマークは福岡市出身のグラフィックデザイナー、西島伊三雄がデザインしたもので、港町が直線状にあることから、船（日宋交易船）をデザインしたものである。
貝塚駅が管理し、JR西日本中国メンテック福岡支店が駅業務を受託する業務委託駅である。

## 歴史
- 1982年（昭和57年）4月20日：福岡市地下鉄2号線の中洲川端駅 - 当駅間の開業に伴い、同線の終着駅として開設[1]。
- 1984年（昭和59年）4月27日：福岡市地下鉄2号線の当駅 - 馬出九大病院前駅間が延伸開業し、途中駅となる[3]。
- 1993年（平成5年）3月3日：福岡市地下鉄2号線に箱崎線の愛称が付く。
- 2004年（平成16年）7月1日：業務委託駅となる[4]。

## 駅構造
島式ホーム1面2線を有する地下駅である。明治通り直下に位置する。
| 地階    | 出入口                       | 出入口                                     |
| 地下1階 | コンコース階                 | コンコース、案内所、自動券売機、自動改札口 |
| 地下1階 | コンコース階                 | トイレ（改札内）                           |
| 地下2階 | 1番ホーム                    | ■箱崎線 貝塚方面（千代県庁口駅）→          |
| 地下2階 | 島式ホーム、右側のドアが開く |                                            |
| 地下2階 | 2番ホーム                    | ←■箱崎線 中洲川端・姪浜方面（中洲川端駅）  |

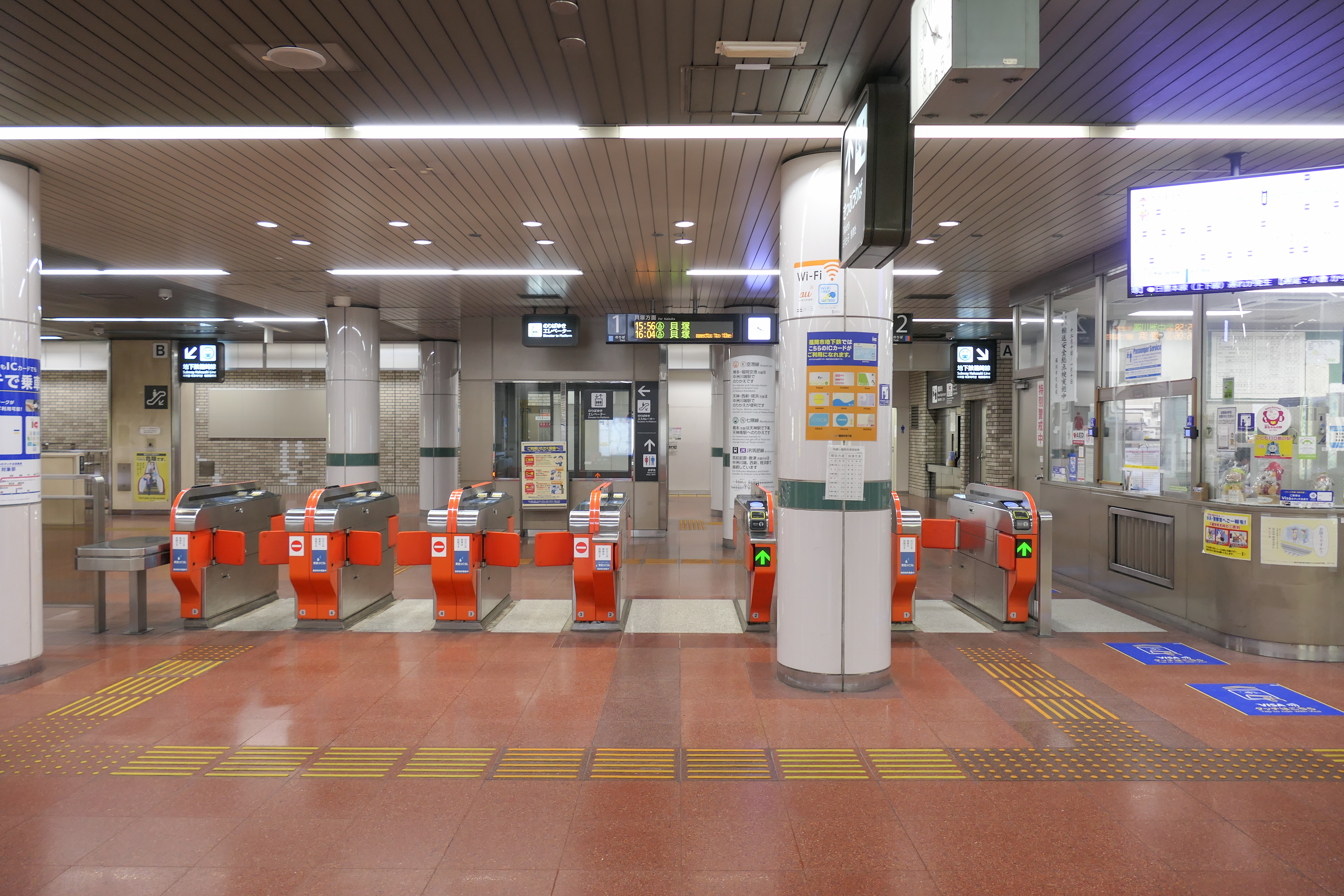
改札口（2022年12月）
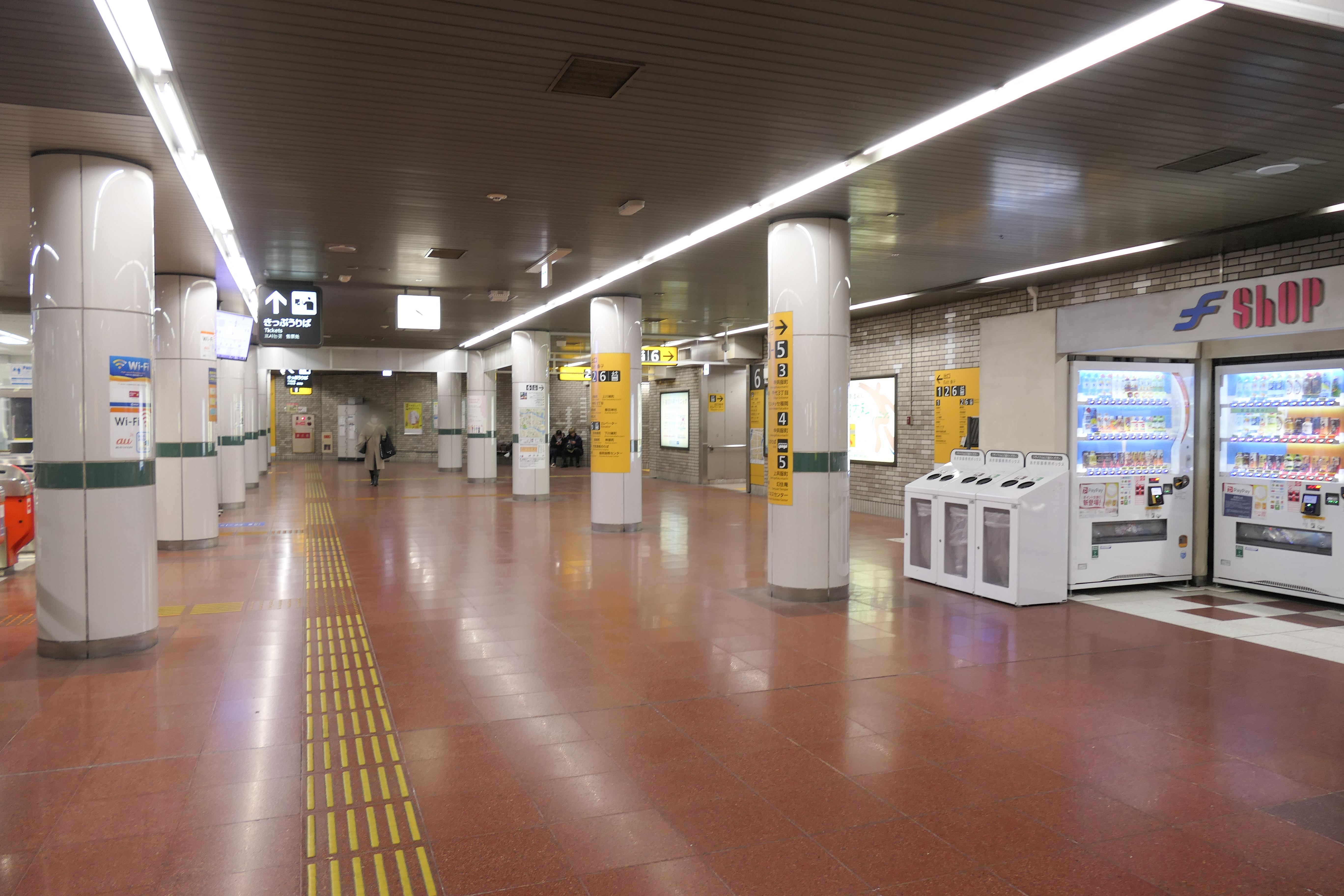
コンコース（2022年12月）
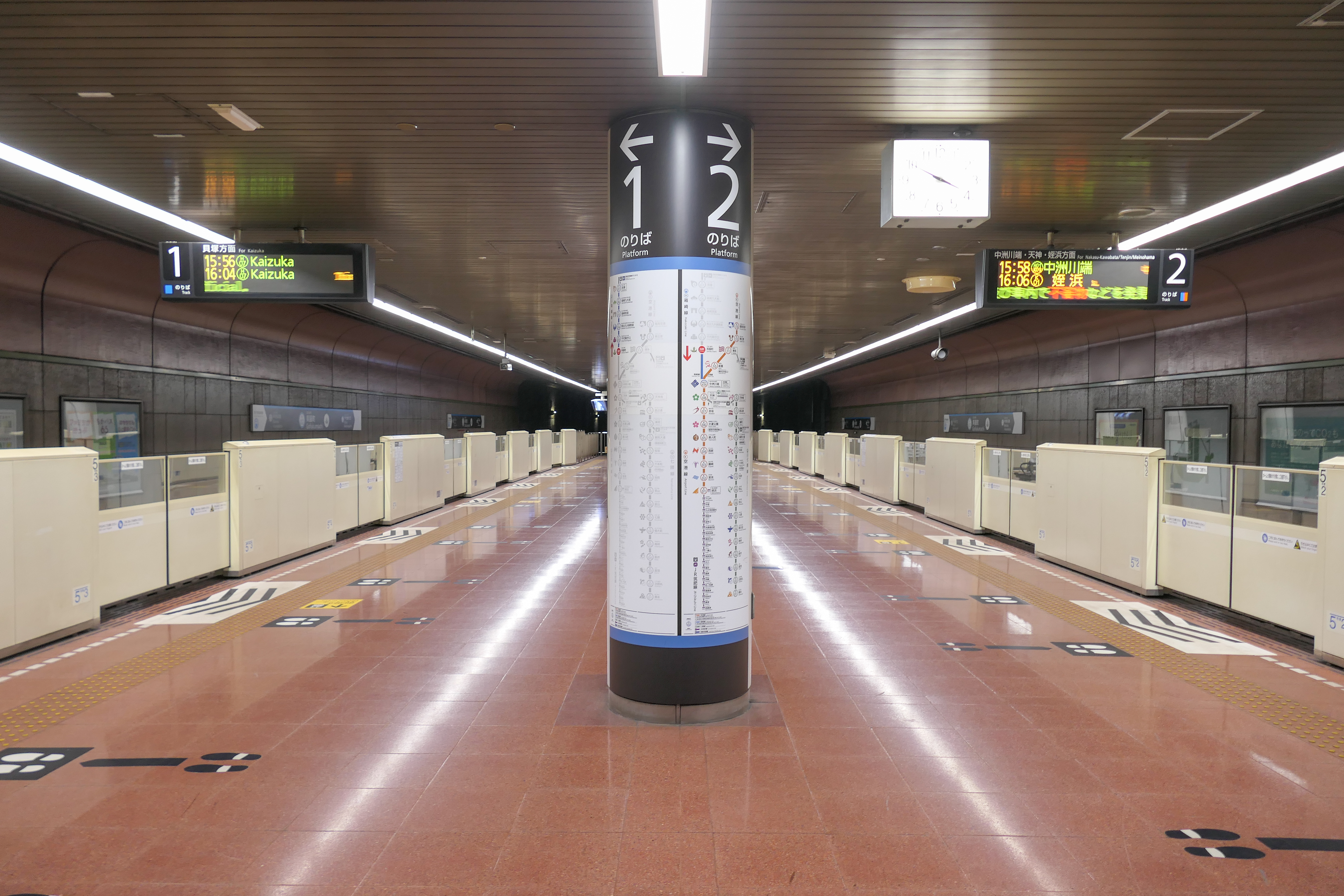
ホーム（2022年12月）

## 利用状況
2023年度の1日平均乗車人員は4,083人である。
近年の1日平均乗車人員の推移は下表のとおりである。
| 年度               | 1日平均 乗車人員 |
| ------------------ | ---------------- |
| 2001年（平成13年） | 2,120            |
| 2002年（平成14年） | 2,020            |
| 2003年（平成15年） | 2,147            |
| 2004年（平成16年） | 2,379            |
| 2005年（平成17年） | 2,358            |
| 2006年（平成18年） | 2,504            |
| 2007年（平成19年） | 2,506            |
| 2008年（平成20年） | 2,498            |
| 2009年（平成21年） | 2,542            |
| 2010年（平成22年） | 2,579            |
| 2011年（平成23年） | 2,644            |
| 2012年（平成24年） | 2,753            |
| 2013年（平成25年） | 2,904            |
| 2014年（平成26年） | 3,147            |
| 2015年（平成27年） | 3,358            |
| 2016年（平成28年） | 3,587            |
| 2017年（平成29年） | 3,754            |
| 2018年（平成30年） | 3,886            |
| 2019年（令和元年） | 4,000            |
| 2020年（令和02年） | 2,879            |
| 2021年（令和03年） | 3,157            |
| 2022年（令和04年） | 3,694            |
| 2023年（令和05年） | 4,083            |

## 駅周辺
駅周辺の主な施設は次の通り。
- 明治通り
- 大博通り
- 呉服町ビジネスセンター（旧エレデ博多寿屋）
- 北九州銀行福岡支店
- 大分銀行福岡支店
- 佐賀共栄銀行福岡支店
- 福岡市立博多小学校
- 都市高速呉服町出入口
- 西鉄バス・JR九州バス「呉服町」停留所

以下車で5分以上
- 福岡国際センター
- 福岡サンパレス
- 福岡国際会議場
- マリンメッセ福岡
- 博多ポートタワー
- マリンメッセ福岡サブアリーナ
- ベイサイドプレイス博多埠頭
- 博多港国際ターミナル（分館：中央ふ頭クルーズセンター）
- 原三信病院
- 福岡医健専門学校

## 隣の駅
福岡市交通局
 箱崎線
中洲川端駅 (H01) - 呉服町駅 (H02) - 千代県庁口駅 (H03)